# 馬佐夫舍地區格羅濟斯克縣
52°6′32″N 20°37′30″E / 52.10889°N 20.62500°E

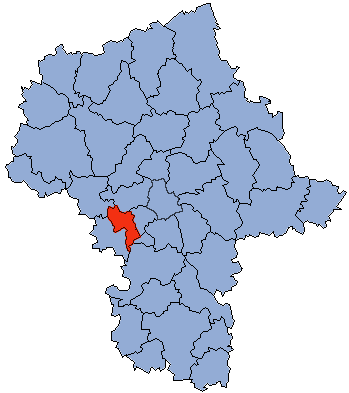

馬佐夫舍地區格羅濟斯克縣（波蘭語：Powiat grodziski），是波蘭的縣份，位於該國中東部，由馬佐夫舍省負責管轄，首府設於馬佐夫舍地區格羅濟斯克，面積367平方公里，2006年人口78,208，人口密度每平方公里210人。